# Brixham

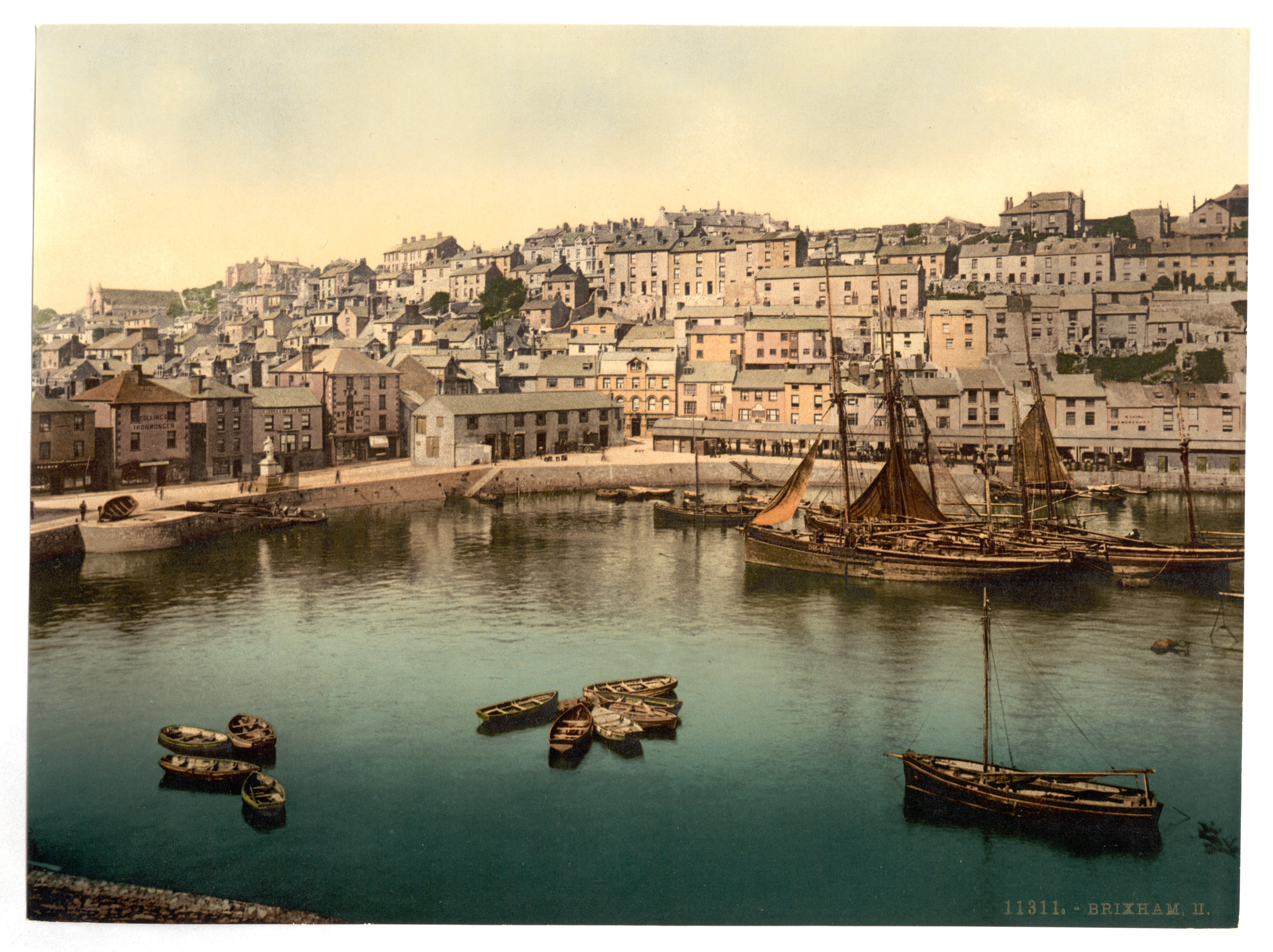
Brixham 1895

Brixham är en hamnstad och civil parish i Devon, sydvästra England i Storbritannien vid södra delen av Tor Bay vid Engelska kanalen.
Staden är uppförd på två kullar, Upper och Lower Brixham och har historiskt främst haft fiske och skeppsbyggeri som sina huvudnäringar.